# Edmund Casimir Szoka

Znak kardinála Szoky

Edmund Casimir kardinál Szoka (14. září 1927, Grand Rapids, Minnesota, USA – 20. srpna 2014, Novi, Michigan) byl americký římskokatolický kněz, arcibiskup Detroitu, kardinál a předseda Papežské komise pro vatikánský stát.
Pochází z rodiny polských emigrantů. Studoval v několika seminářích v USA a také na Papežské univerzitě Urbaniana v Římě (v letech 1957 až 1959). Kněžské svěcení přijal 5. června 1954. Působil jako kaplan a sekretář biskupa diecéze Saginaw, byl rovněž vojenským kaplanem na letecké základně. Po návratu z Říma se stal generálním vikářem a kancléřem diecéze Marquette.
V červnu 1971 ho papež Pavel VI. jmenoval biskupem diecéze Gaylord, biskupské svěcení mu udělil kardinál John Dearden 20. července téhož roku. Dne 21. března 1981 přešel na arcibiskupský stolec arcidiecéze Detroit. V červnu 1988 ho papež Jan Pavel II. jmenoval kardinálem.
Od ledna 1990 přešel do Vatikánu, stal se předsedou Prefektury ekonomických záležitostí Apoštolského stolce. V souvislosti s tímto jmenováním rezignoval na funkci arcibiskupa Detroitu. Jeho nástupcem se stal Adam Joseph Maida. Od října 1997 zastával funkci předsedy Papežské komise pro vatikánský stát. Byl zároveň předsedou tzv. governatorátu, tj. vlády městského státu Vatikán.  Po dovršení kanonického věku ho v červnu 2006 vystřídal Giovanni Lajolo.
Zemřel 20. srpna 2014.